# Гражданство Китая

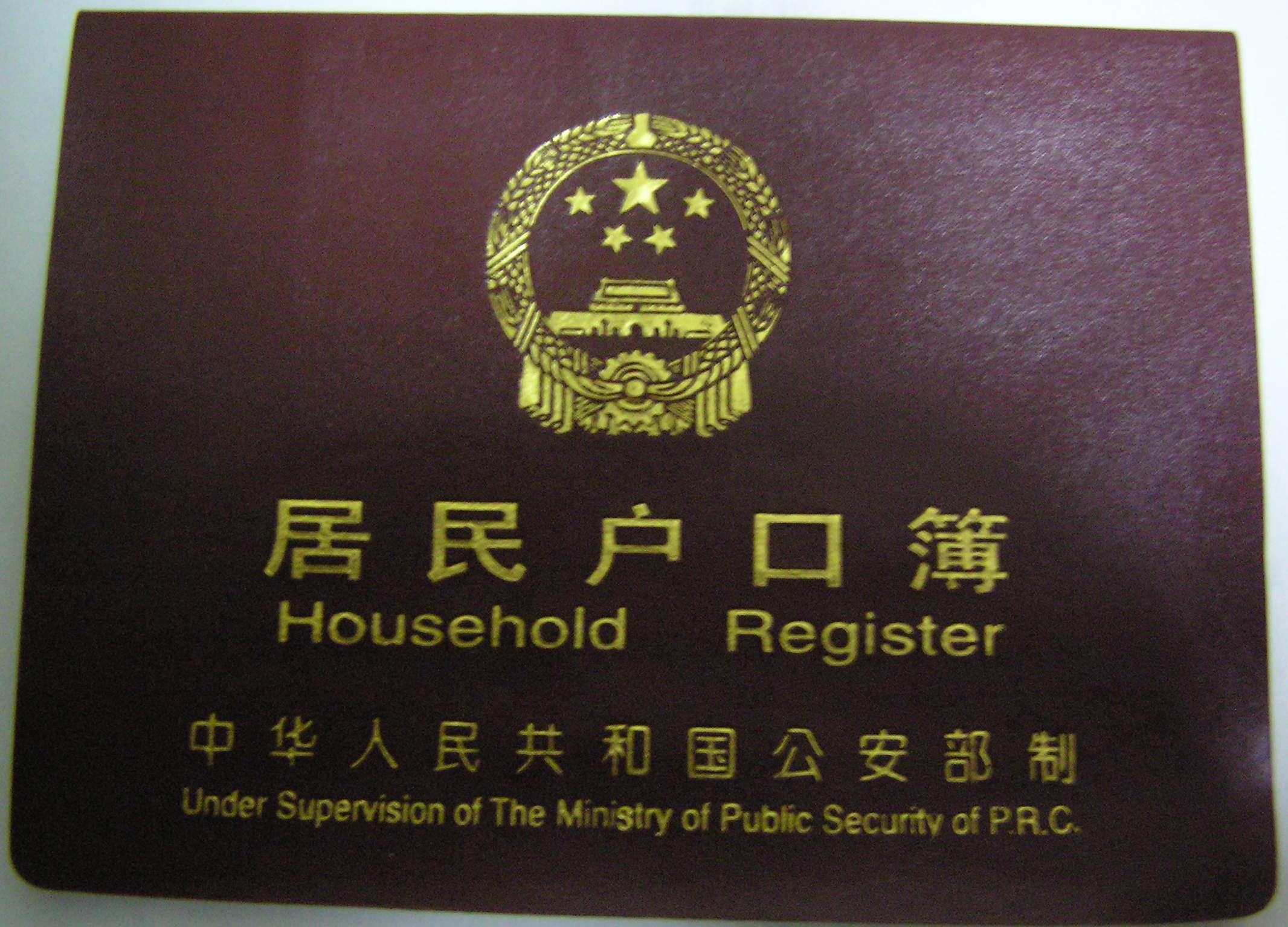
Домовая книга хукоу гражданина КНР (только для жителей континентального Китая, кроме жителей Гонконга и Макао.)

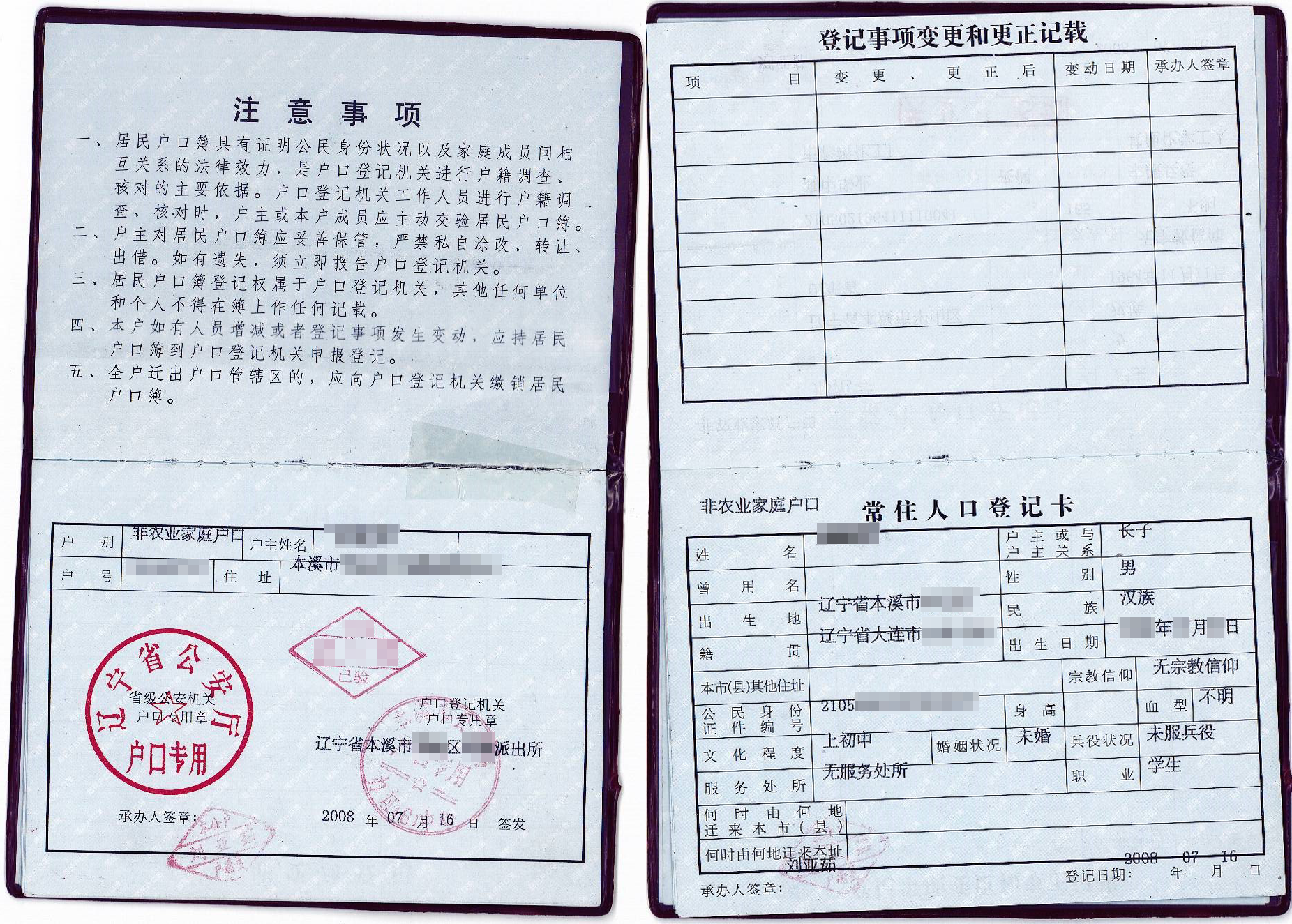
Внутренние страницы хукоу

Гражда́нство Кита́йской Наро́дной Респу́блики (КНР) — Китая (кит. 中华人民共和国国籍法) — устойчивая правовая связь физического лица с Китайской Народной Республикой, выражающаяся в совокупности их взаимных прав и обязанностей.
Гражданами Китая, то есть физическими лицами, обладающими гражданством КНР, по действующему законодательству являются:
- лица, имеющие гражданство КНР на день вступления в силу закона «О гражданстве Китайской Народной Республики» 1980 года (то есть на 10 сентября 1980 года[1]).

## Приобретение гражданства Китая
Порядок приобретения гражданства Китая устанавливается в законе «О гражданстве Китайской Народной Республики» и определяется в объявлении №8 Приказа Председателя Постоянного комитета Всекитайского собрания народных представителей от 10 сентября 1980 года.
Приобретение гражданства Китая основано на сочетании двух принципов: «права крови» (jus sanguinis) и «права почвы» (jus soli).
Основания приобретения гражданства Китая:
1) Филиация — по рождению. Виды:
- оба родителя или единственный родитель имеют гражданство КНР. Место рождения ребёнка не важно;
- один из родителей имеет гражданство КНР, второй родитель — лицо без гражданства либо признан безвестно отсутствующим;
- один родитель — гражданин КНР, второй родитель — иностранный гражданин. Местом рождения ребёнка является территория КНР, либо вне территории КНР и государство рождения не предоставляет ребёнку своё гражданство. В противном случае ребёнок становится гражданином государства рождения либо государства второго родителя.

2) Натурализация. Приём в гражданство КНР по заявлению. Критерии для заявителя в общем порядке:
- родственная связь с гражданином КНР; или
- наличие либо вида на жительство в континентальном Китае, либо постоянного резидентства в Гонконге или Макао; или
- другие обоснованные причины.